# Shawn Porter
Shawn Porter est un boxeur américain né le 27 octobre 1987 à Akron, Ohio, aux États-Unis.

## Carrière
Passé professionnel en 2008, il devient champion du monde des poids welters IBF le 7 décembre 2013 en battant aux points Devon Alexander puis conserve son titre le 19 avril 2014 en stoppant au 4e round Paul Malignaggi. Il est en revanche battu aux points le 16 août 2014 par le Britannique Kell Brook. Le 20 juin 2015, il domine aux points Adrien Broner, un autre ancien champion du monde américain de la catégorie, avant de s'incliner face à Keith Thurman le 25 juin 2016.
Shawn Porter relance sa carrière le 22 avril 2017 en battant Andre Berto par arrêt de l'arbitre au 9e round, puis Adrian Granados aux points le 4 novembre 2017. Il redevient champion du monde des poids welters le 8 septembre 2018 en remportant le titre vacant WBC aux dépens de Danny García, titre qu'il conserve aux points face à Yordenis Ugas le 9 mars 2019 avant d'en être dépossédé par son compatriote Errol Spence Jr., champion IBF de la catégorie, le 28 septembre 2019. Porter est également battu par Terence Crawford, champion WBO des poids welters, par arrêt de l'arbitre au 10e round le 20 novembre 2021.